# Louis V le Fainéant
Pour les articles homonymes, voir Louis V.
Louis V, dit « le Fainéant », né vers 967 et mort le 22 mai 987, est roi des Francs de mars 986 à mai 987. Fils de Lothaire et d'Emma, arrière-petit-fils de l'arrière-arrière-petit-fils de Charlemagne, il est l'ultime monarque d'Europe à appartenir à la dynastie carolingienne, le pouvoir en France passant ensuite aux Capétiens.

## Biographie
Le dimanche de Pentecôte 8 juin 979, son père Lothaire l’associe au trône, et le fait couronner à l'abbaye Saint-Corneille de Compiègne par Adalbéron, archevêque de Reims. En 982, à Brioude (entre Clermont-Ferrand et le Puy), son père lui fait épouser Adélaïde d'Anjou, qui a presque vingt ans de plus que lui. Sœur de Geoffroy Grisegonelle et de l'évêque du Puy Guy d'Anjou, Adélaïde, aussi appelée « Blanche », est la fille du comte d'Anjou, Foulques II le Bon. Déjà veuve par deux fois, elle a épousé une première fois le gouverneur de Brioude, le comte Étienne de Gévaudan, puis Raymond, comte de Toulouse. Cette union est éphémère : la trop grande différence d’âge et les débauches du jeune époux sont la cause de leur divorce deux ans plus tard.
Son père meurt le 2 mars 986. Louis V a seulement le temps de convoquer une assemblée de Francs à Compiègne afin de juger l'archevêque de Reims Adalbéron, qui a soutenu Otton II du Saint-Empire dans sa querelle contre Lothaire. Mais, la veille de la réunion, le 22 mai 987, Louis V meurt d'une chute de cheval lors d'une partie de chasse sur les terres d’Hugues Capet dans la forêt d'Halatte près de Senlis. Il est inhumé en l'abbaye Saint-Corneille de Compiègne. Mort sans héritier, Louis V est le dernier roi de la lignée des Carolingiens.

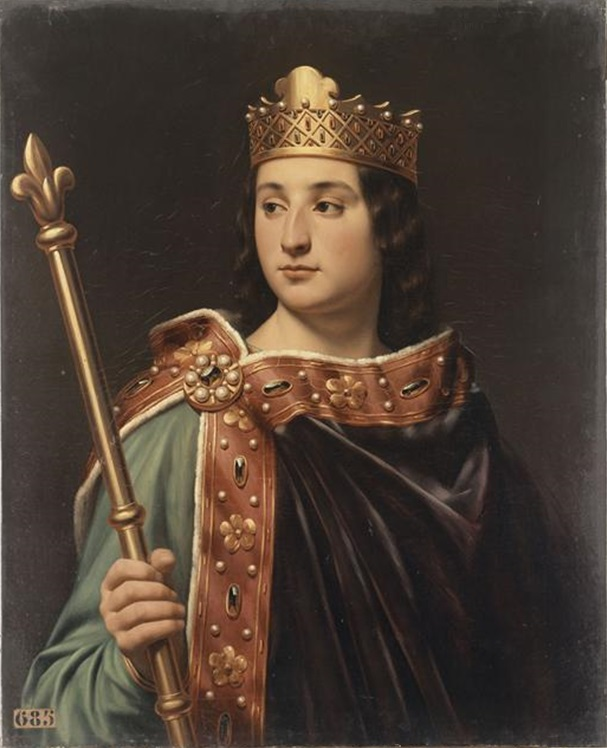
Portrait de Louis V, par Louis-Félix Amiel, 1838 (ce tableau fait partie d'une série de portraits commandés par Louis-Philippe Ier, pour les exposer dans le nouveau musée de Versailles).

L'assemblée qui se réunit au mois de juin suivant à Senlis choisit un nouveau roi en élisant Hugues Capet, fils aîné d'Hugues le Grand. Le nouveau roi est sacré en la cathédrale de Noyon par Adalbéron de Reims.
Son surnom de "fainéant" est posterieur à son règne, et lui a été donné pour se moquer de la fin peu glorieuse de la dynastie de Charlemagne

## Généalogie
Pour des articles plus généraux, voir Généalogie des Carolingiens et Carolingiens.
Louis V de France est né vers 967 et est mort le 22 mai 987 à Compiègne. Il est séparé d'Adélaïde d'Anjou en 983 et obtient la reconnaissance de nullité de son mariage en 984. Il meurt un peu plus d'un an après son père sans avoir eu de descendance. Il a comme successeur sur le trône de France Hugues Capet, fils de Hugues le Grand et petit-fils, par sa mère Hedwige de Saxe, d'Henri l'Oiseleur.
| Louis IV d'Outremer (921-954), roi des Francs (936-954) | Louis IV d'Outremer (921-954), roi des Francs (936-954) | Louis IV d'Outremer (921-954), roi des Francs (936-954) | Louis IV d'Outremer (921-954), roi des Francs (936-954) | Louis IV d'Outremer (921-954), roi des Francs (936-954) | Louis IV d'Outremer (921-954), roi des Francs (936-954) |                                              |                                              | Gerberge de Germanie (v. 913/914 - 969 ou 984) | Gerberge de Germanie (v. 913/914 - 969 ou 984) | Gerberge de Germanie (v. 913/914 - 969 ou 984) | Gerberge de Germanie (v. 913/914 - 969 ou 984) | Gerberge de Germanie (v. 913/914 - 969 ou 984) | Gerberge de Germanie (v. 913/914 - 969 ou 984) |  |  | Lothaire II (mort en 950), roi d'Italie (945-950) | Lothaire II (mort en 950), roi d'Italie (945-950) | Lothaire II (mort en 950), roi d'Italie (945-950) | Lothaire II (mort en 950), roi d'Italie (945-950) | Lothaire II (mort en 950), roi d'Italie (945-950) | Lothaire II (mort en 950), roi d'Italie (945-950) |                      |                      | Adélaïde (morte en 999) | Adélaïde (morte en 999) | Adélaïde (morte en 999) | Adélaïde (morte en 999) | Adélaïde (morte en 999) | Adélaïde (morte en 999) |
| Louis IV d'Outremer (921-954), roi des Francs (936-954) | Louis IV d'Outremer (921-954), roi des Francs (936-954) | Louis IV d'Outremer (921-954), roi des Francs (936-954) | Louis IV d'Outremer (921-954), roi des Francs (936-954) | Louis IV d'Outremer (921-954), roi des Francs (936-954) | Louis IV d'Outremer (921-954), roi des Francs (936-954) |                                              |                                              | Gerberge de Germanie (v. 913/914 - 969 ou 984) | Gerberge de Germanie (v. 913/914 - 969 ou 984) | Gerberge de Germanie (v. 913/914 - 969 ou 984) | Gerberge de Germanie (v. 913/914 - 969 ou 984) | Gerberge de Germanie (v. 913/914 - 969 ou 984) | Gerberge de Germanie (v. 913/914 - 969 ou 984) |  |  | Lothaire II (mort en 950), roi d'Italie (945-950) | Lothaire II (mort en 950), roi d'Italie (945-950) | Lothaire II (mort en 950), roi d'Italie (945-950) | Lothaire II (mort en 950), roi d'Italie (945-950) | Lothaire II (mort en 950), roi d'Italie (945-950) | Lothaire II (mort en 950), roi d'Italie (945-950) |                      |                      | Adélaïde (morte en 999) | Adélaïde (morte en 999) | Adélaïde (morte en 999) | Adélaïde (morte en 999) | Adélaïde (morte en 999) | Adélaïde (morte en 999) |
|                                                         |                                                         |                                                         |                                                         |                                                         |                                                         |                                              |                                              |                                                |                                                |                                                |                                                |                                                |                                                |  |  |                                                   |                                                   |                                                   |                                                   |                                                   |                                                   |                      |                      |                         |                         |                         |                         |                         |                         |
|                                                         |                                                         |                                                         |                                                         | Lothaire (941-986), roi des Francs (954-986)            | Lothaire (941-986), roi des Francs (954-986)            | Lothaire (941-986), roi des Francs (954-986) | Lothaire (941-986), roi des Francs (954-986) | Lothaire (941-986), roi des Francs (954-986)   | Lothaire (941-986), roi des Francs (954-986)   |                                                |                                                |                                                |                                                |  |  |                                                   |                                                   |                                                   |                                                   | Emma (morte ap. 988)                              | Emma (morte ap. 988)                              | Emma (morte ap. 988) | Emma (morte ap. 988) | Emma (morte ap. 988)    | Emma (morte ap. 988)    |                         |                         |                         |                         |
|                                                         |                                                         |                                                         |                                                         | Lothaire (941-986), roi des Francs (954-986)            | Lothaire (941-986), roi des Francs (954-986)            | Lothaire (941-986), roi des Francs (954-986) | Lothaire (941-986), roi des Francs (954-986) | Lothaire (941-986), roi des Francs (954-986)   | Lothaire (941-986), roi des Francs (954-986)   |                                                |                                                |                                                |                                                |  |  |                                                   |                                                   |                                                   |                                                   | Emma (morte ap. 988)                              | Emma (morte ap. 988)                              | Emma (morte ap. 988) | Emma (morte ap. 988) | Emma (morte ap. 988)    | Emma (morte ap. 988)    |                         |                         |                         |                         |
|                                                         |                                                         |                                                         |                                                         |                                                         |                                                         |                                              |                                              |                                                |                                                |                                                |                                                |                                                |                                                |  |  |                                                   |                                                   |                                                   |                                                   |                                                   |                                                   |                      |                      |                         |                         |                         |                         |                         |                         |
|                                                         |                                                         |                                                         |                                                         |                                                         |                                                         |                                              |                                              |                                                |                                                |                                                |                                                | Louis V de France                              |                                                |  |  |                                                   |                                                   |                                                   |                                                   |                                                   |                                                   |                      |                      |                         |                         |                         |                         |                         |                         |